# Gedenkbibliothek zu Ehren der Opfer des Kommunismus
Die Gedenkbibliothek zu Ehren der Opfer des Kommunismus ist eine Spezialbibliothek, die 1990 von dem gleichnamigen Verein gegründet wurde. Ihr Sitz ist im Berliner Nikolaiviertel. Die Gedenkbibliothek enthält Sachbücher und Belletristik zur Aufklärung über Ursachen und Folgen des Sowjetkommunismus. Träger ist ein gemeinnütziger Verein.

## Geschichte
Die Kultureinrichtung wurde 1990 unter dem Namen Gedenkbibliothek zu Ehren der Opfer des Stalinismus gegründet und war zunächst am Hausvogteiplatz untergebracht. Ihr lag die Idee zugrunde, in der DDR verbotene Bücher aufzubewahren. Initiatorin und erste Leiterin der Bibliothek ist bis heute Ursula Popiolek.
Zum Förderer- und Unterstützerkreis gehörten anfänglich bekannte Oppositionelle und Bürgerrechtler wie Katja Havemann, Bärbel Bohley und Jürgen Fuchs. Die Organisationen der Bürgerbewegung, insbesondere das Neue Forum, unterstützten die Gründung ebenso wie die Heinrich-Böll-Stiftung und zahlreiche Einzelpersonen. Vorstandsmitglieder waren unter anderem der Autor Siegmar Faust und der Bürgerrechtler und Publizist Wolfgang Templin.
Nach dem Skandal 1995 um die zu Unrecht gezahlten Entschädigungszahlungen an die ehemalige KZ-Aufseherin Margot Pietzner, in den Ursula Popiolek und Siegmar Faust involviert waren, verließen Bärbel Bohley, Jürgen Fuchs und Wolfgang Templin den Verein. Außerdem gab es einen Brandanschlag auf ein Privatfahrzeug der Familie Popiolek.
Zweiter Sitz der Gedenkbibliothek waren Ladenräume in der Rosenthaler Straße nahe den Hackeschen Höfen in einem zu damaliger Zeit noch unsanierten Haus. In der Zeit gab es eine Kooperation mit der Hilfsaktion Märtyrerkirche. Sie unterhielt in den Bibliotheksräumen eine Dauerausstellung und beteiligt sich an den Mietkosten.
Am 22. Januar 1999 wurde ein Wasseranschlag auf die Gedenkbibliothek verübt, der „erhebliche Schäden an den Buch- und Dokumentenbeständen sowie am Mobilar“ verursachte. Die Bibliothek zog im gleichen Jahr von der Rosenthaler Straße an den Nikolaikirchplatz um. Der Berliner Landesbeauftragte für die Unterlagen des Staatssicherheitsdienstes der ehemaligen DDR sowie die „Stiftung zur Aufarbeitung der SED-Diktatur“ unterstützen die Bibliothek.

## Struktur
Die Gedenkbibliothek ist als Verein organisiert
- 1. Vorsitzende: Ursula Popiolek
- 2. Vorsitzende: Ulrike Rose
- Beisitzer: Friedhelm Reis
- Schatzmeister: Stephan Drechsel
- Bibliotheksleitung: Thomas Dahnert (seit 2005)

## Sammlung
Die Sammlung der Gedenkbibliothek umfasst über 13.000 Werke in den Bereichen:
- Sozialismusforschung
- DDR-Geschichte
  - Justiz und Staatssicherheit
  - Opposition und Widerstand
- Geschichte der Sowjetunion
- Verbrechen des Stalinismus
- Haft- und Lagererinnerungen (auch Manuskripte)
- Literatur ehemaliger oppositioneller DDR-Schriftsteller und Dissidenten des Ostblocks

Der Großteil des Buchbestands entstammt Spenden.

## Veranstaltungen und Referenten
Seit dem 14. Dezember 1990 organisiert die Gedenkbibliothek Ausstellungen, Lesungen und Vorträge, bis Ende 2020 insgesamt über 700.
Bekannte Referenten waren unter anderem als Zeitzeugen Günter Schabowski und Charlotte von Mahlsdorf. Politikwissenschaftlich-geschichtswissenschaftliche Beiträge stammen u. a. von Helmut Müller-Enbergs, Ilko-Sascha Kowalczuk, Klaus Schroeder oder Marianne Birthler. Auch Veranstaltungen mit Schriftstellern wie Uwe Kolbe, Filmemachern (z. B. Heribert Schwan, Heiner Sylvester) und Journalisten wie Hans-Dieter Schütt gehören zum Programm.

## Kritik
Der Trägerverein stand Mitte der 1990er Jahre auch im Fokus der Öffentlichkeit, da sich Mitglieder des sektenähnlichen Vereins für die psychologische Menschenkenntnis (VPM) und der Mun-Sekte in der Bibliothek engagierten. Kritisiert wurde außerdem die Unterstützung der früheren KZ-Aufseherin Margot Pietzner.
2010 wurde ein Vortrag des Historikers Dmitrij Chmelnizki kritisiert, in dem die Präventivkriegsthese ausgeführt wurde, nach der der deutsche Angriff auf die Sowjetunion 1941 einem sowjetischen Angriff zuvorgekommen sei.